# 심청야사
"심청야사"는 한국에서 제작된 강명진 감독의 2015년 멜로/로맨스, 코미디 영화이다. 김지유 등이 주연으로 출연하였다.

## 출연

### 주연
- 김지유
- 박혁동
- 김대흥
- 김선구

### 조연
- 변서은
- 권현정